# ATP Barcelona

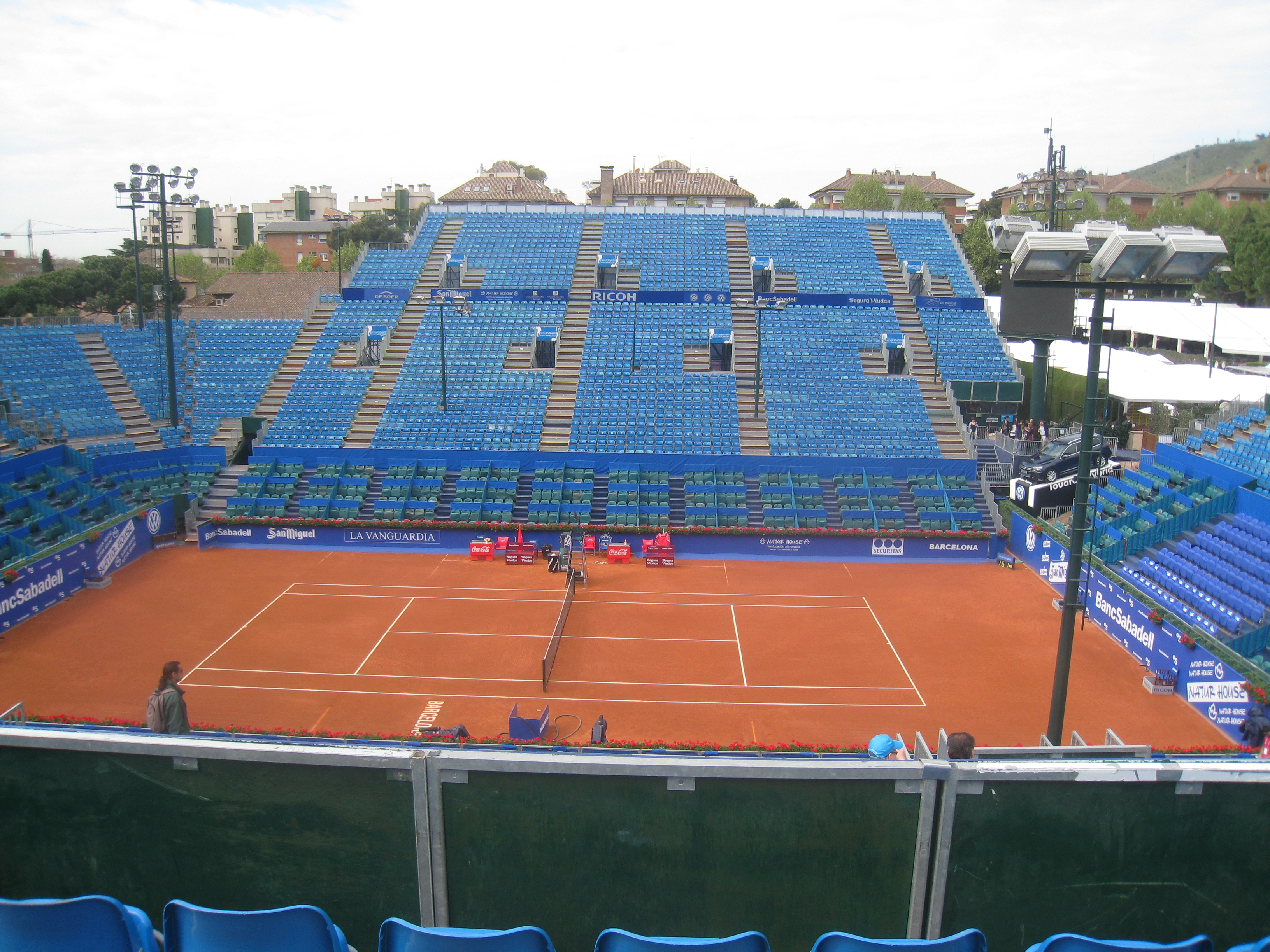
Center Court der Anlage im Reial Club de Tennis Barcelona

Das ATP-Turnier von Barcelona (offiziell Barcelona Open Banc Sabadell) in Barcelona, Spanien, ist ein Tennisturnier, das alljährlich im April oder Mai im Freien auf Sandplätzen ausgetragen wird. Es ist das älteste und traditionsreichste Turnier Spaniens und nach dem Madrid Masters das bedeutendste spanische Turnier. Es ist seit Gründung der ATP Tour 1990 Teil der zweithöchsten Kategorie, der ATP Tour 500.

## Geschichte
Das Turnier wurde 1952 auf Wunsch von Carlos Godó Valls gegründet und im Juni 1953 zum ersten Mal ausgetragen. Godó ist Teil der reichen spanischen Familie Godó, der die Grupo Godó gehört.
Das Turnier wurde bis 1980 als kombiniertes Event der Herren und Damen ausgetragen. Es war zwischen 1970 und 1989, bis auf das Jahr 1971, in dem das Turnier im Rahmen der WCT Tour stattfand, Teil des Grand Prix Tennis Circuit. Mit Gründung der ATP Tour ging es 1990 in die zweithöchsten Turnierkategorie ATP Championship Series auf, die später zur ATP Tour 500 umbenannt wurde.
Das Einzelfinale wurde bis 2006 im Best-of-Five-Format gespielt, ehe man auf das dann bei den meisten Turnieren übliche Best-of-Three-Format wechselte. Seit 2009 ist die spanische Bank Banco Sabadell Hauptsponsor und Namensgeber des Turniers.
Seit 1955 findet das Event auf der Anlage des Real Club de Tenis Barcelona statt.

## Siegerliste
Rekordsieger des Turniers mit zwölf Titeln ist Rafael Nadal, dessen ursprünglicher Tennisclub der Real Club de Tenis Barcelona auch Veranstaltungsort ist. Nachdem er in den Jahren 2005 bis 2009 fünf Titel hintereinander hatte gewinnen können, sagte er 2010 seine Teilnahme ab. Von 2011 bis 2013 sowie zwischen 2016 und 2018 und 2021 gewann er das Turnier erneut. 2017 wurde der Center Court der Anlage ihm zu Ehre in Pista Rafael Nadal umbenannt.
Das Turnier wird von spanischen Spielern dominiert. Von 2003 bis 2013, von 2016 bis 2018 und von 2021 bis 2023 gewann stets ein Spanier, allem voran Rafael Nadal; von 1996 bis 2023 (außer 2014 und 2019) war stets ein Spanier im Finale vertreten. Insgesamt kam es elfmal zu einem rein spanischen Finale, allein achtmal seit 2001.
Im Doppel ist Roy Emerson mit sieben Titeln Rekordhalter.

### Einzel
| Jahr | Sieger                 | Finalgegner            | Finalergebnis             |
| ---- | ---------------------- | ---------------------- | ------------------------- |
| 2025 | Holger Rune            | Carlos Alcaraz         | 7:66, 6:2                 |
| 2024 | Casper Ruud            | Stefanos Tsitsipas     | 7:5, 6:3                  |
| 2023 | Carlos Alcaraz (2)     | Stefanos Tsitsipas     | 6:3, 6:4                  |
| 2022 | Carlos Alcaraz (1)     | Pablo Carreño Busta    | 6:3, 6:2                  |
| 2021 | Rafael Nadal (12)      | Stefanos Tsitsipas     | 6:4, 6:76, 7:5            |
| 2020 | abgesagt               | abgesagt               | abgesagt                  |
| 2019 | Dominic Thiem          | Daniil Medwedew        | 6:4, 6:0                  |
| 2018 | Rafael Nadal (11)      | Stefanos Tsitsipas     | 6:2, 6:1                  |
| 2017 | Rafael Nadal (10)      | Dominic Thiem          | 6:4, 6:1                  |
| 2016 | Rafael Nadal (9)       | Kei Nishikori          | 6:4, 7:5                  |
| 2015 | Kei Nishikori (2)      | Pablo Andújar          | 6:4, 6:4                  |
| 2014 | Kei Nishikori (1)      | Santiago Giraldo       | 6:2, 6:2                  |
| 2013 | Rafael Nadal (8)       | Nicolás Almagro        | 6:4, 6:3                  |
| 2012 | Rafael Nadal (7)       | David Ferrer           | 7:61, 7:5                 |
| 2011 | Rafael Nadal (6)       | David Ferrer           | 6:2, 6:4                  |
| 2010 | Fernando Verdasco      | Robin Söderling        | 6:3, 4:6, 6:3             |
| 2009 | Rafael Nadal (5)       | David Ferrer           | 6:2, 7:5                  |
| 2008 | Rafael Nadal (4)       | David Ferrer           | 6:1, 4:6, 6:1             |
| 2007 | Rafael Nadal (3)       | Guillermo Cañas        | 6:3, 6:4                  |
| 2006 | Rafael Nadal (2)       | Tommy Robredo          | 6:4, 6:4, 6:0             |
| 2005 | Rafael Nadal (1)       | Juan Carlos Ferrero    | 6:1, 7:64, 6:3            |
| 2004 | Tommy Robredo          | Gastón Gaudio          | 6:3, 4:6, 6:2, 3:6, 6:3   |
| 2003 | Carlos Moyá            | Marat Safin            | 5:7, 6:2, 6:2, 3:0 aufgg. |
| 2002 | Gastón Gaudio          | Albert Costa           | 6:4, 6:0, 6:2             |
| 2001 | Juan Carlos Ferrero    | Carlos Moyá            | 4:6, 7:5, 6:3, 3:6, 7:5   |
| 2000 | Marat Safin            | Juan Carlos Ferrero    | 6:3, 6:3, 6:4             |
| 1999 | Félix Mantilla         | Karim Alami            | 7:62, 6:3, 6:3            |
| 1998 | Todd Martin            | Alberto Berasategui    | 6:2, 1:6, 6:3, 6:2        |
| 1997 | Albert Costa           | Albert Portas          | 7:5, 6:4, 6:4             |
| 1996 | Thomas Muster (2)      | Marcelo Ríos           | 6:3, 4:6, 6:4, 6:1        |
| 1995 | Thomas Muster (1)      | Magnus Larsson         | 6:2, 6:1, 6:4             |
| 1994 | Richard Krajicek       | Carlos Costa           | 6:4, 7:66, 6:2            |
| 1993 | Andrij Medwedjew       | Sergi Bruguera         | 6:77, 6:3, 7:5, 6:4       |
| 1992 | Carlos Costa           | Magnus Gustafsson      | 6:4, 7:63, 6:4            |
| 1991 | Emilio Sánchez Vicario | Sergi Bruguera         | 6:4, 7:67, 6:2            |
| 1990 | Andrés Gómez (2)       | Guillermo Pérez Roldán | 6:0, 7:63, 3:6, 0:6, 6:2  |
| 1989 | Andrés Gómez (1)       | Horst Skoff            | 6:4, 6:4, 6:2             |
| 1988 | Kent Carlsson (2)      | Thomas Muster          | 6:3, 6:3, 3:6, 6:1        |
| 1987 | Martín Jaite           | Mats Wilander          | 7:65, 6:4, 4:6, 0:6, 6:4  |
| 1986 | Kent Carlsson (1)      | Andreas Maurer         | 6:2, 6:2, 6:0             |
| 1985 | Thierry Tulasne        | Mats Wilander          | 0:6, 6:2, 3:6, 6:4, 6:0   |
| 1984 | Mats Wilander (3)      | Joakim Nyström         | 7:65, 6:4, 0:6, 6:2       |
| 1983 | Mats Wilander (2)      | Guillermo Vilas        | 6:0, 6:3, 6:1             |
| 1982 | Mats Wilander (1)      | Guillermo Vilas        | 6:3, 6:4, 6:3             |
| 1981 | Ivan Lendl (2)         | Guillermo Vilas        | 6:0, 6:3, 6:0             |
| 1980 | Ivan Lendl (1)         | Guillermo Vilas        | 6:4, 5:7, 6:4, 4:6, 6:1   |
| 1979 | Hans Gildemeister      | Eddie Dibbs            | 6:4, 6:3, 6:1             |
| 1978 | Balázs Taróczy         | Ilie Năstase           | 1:6, 7:5, 4:6, 6:3, 6:4   |
| 1977 | Björn Borg (2)         | Manuel Orantes         | 6:2, 7:5, 6:2             |
| 1976 | Manuel Orantes (3)     | Eddie Dibbs            | 6:1, 2:6, 2:6, 7:5, 6:4   |
| 1975 | Björn Borg (1)         | Adriano Panatta        | 1:6, 7:65, 6:3, 6:2       |
| 1974 | Ilie Năstase (2)       | Manuel Orantes         | 8:6, 9:7, 6:3             |
| 1973 | Ilie Năstase (1)       | Manuel Orantes         | 2:6, 6:1, 8:6, 6:4        |
| 1972 | Jan Kodeš              | Manuel Orantes         | 6:3, 6:2, 6:4             |
| 1971 | Manuel Orantes (2)     | Bob Lutz               | 6:4, 6:3, 6:4             |
| 1970 | Manuel Santana (2)     | Rod Laver              | 6:4, 6:3, 6:4             |
| 1969 | Manuel Orantes (1)     | Manuel Santana         | 6:4, 7:5, 6:4             |
| 1968 | Martin Mulligan (2)    | Ingo Buding            | 6:0, 6:1, 6:0             |
| 1967 | Martin Mulligan (1)    | Rafael Osuna           | 5:7, 7:5, 6:4, 6:3        |
| 1966 | Thomaz Koch            | Nikola Pilić           | 6:3, 6:2, 3:6, 7:5        |
| 1965 | Juan Gisbert           | Martin Mulligan        | 6:4, 4:6, 6:1, 2:6, 6:2   |
| 1964 | Roy Emerson (3)        | Manuel Santana         | 2:6, 7:5, 6:3, 6:3        |
| 1963 | Roy Emerson (2)        | Juan Manuel Couder     | 0:6, 6:4, 6:3, 4:6, 6:3   |
| 1962 | Manuel Santana (1)     | Ramanathan Krishnan    | 3:6, 6:3, 6:4, 8:6        |
| 1961 | Roy Emerson (1)        | Manuel Santana         | 6:4, 6:4, 6:1             |
| 1960 | Andrés Gimeno          | Giuseppe Merlo         | 6:1, 6:2, 6:1             |
| 1959 | Neale Fraser           | Roy Emerson            | 6:2, 6:4, 3:6, 6:2        |
| 1958 | Sven Davidson          | Mervyn Rose            | 4:6, 6:2, 7:5, 6:1        |
| 1957 | Herbert Flam (2)       | Mervyn Rose            | 6:4, 4:6, 6:3, 6:4        |
| 1956 | Herbert Flam (1)       | Mervyn Rose            | 6:2, 6:3, 6:0             |
| 1955 | Arthur Larsen          | Budge Patty            | 7:5, 3:6, 7:5, 2:6, 6:4   |
| 1954 | Tony Trabert           | Vic Seixas             | 6:0, 6:1, 6:3             |
| 1953 | Vic Seixas             | Enrique Morea          | 6:3, 6:4, 22:20           |

### Doppel
| Jahr | Sieger                                      | Finalgegner                            | Finalergebnis            |
| ---- | ------------------------------------------- | -------------------------------------- | ------------------------ |
| 2025 | Sander Arends Luke Johnson                  | Joe Salisbury Neal Skupski             | 6:3, 6:71, [10:6]        |
| 2024 | Máximo González (2) Andrés Molteni (2)      | Hugo Nys Jan Zieliński                 | 4:6, 6:4, [11:9]         |
| 2023 | Máximo González(1) Andrés Molteni (1)       | Wesley Koolhof Neal Skupski            | 6:3, 6:78, [10:4]        |
| 2022 | Kevin Krawietz Andreas Mies                 | Wesley Koolhof Neal Skupski            | 6:73, 7:65, [10:6]       |
| 2021 | Juan Sebastián Cabal (2) Robert Farah (2)   | Kevin Krawietz Horia Tecău             | 6:4, 6:2                 |
| 2020 | abgesagt                                    | abgesagt                               | abgesagt                 |
| 2019 | Juan Sebastián Cabal (1) Robert Farah (1)   | Jamie Murray Bruno Soares              | 6:4, 7:64                |
| 2018 | Feliciano López Marc López                  | Aisam-ul-Haq Qureshi Jean-Julien Rojer | 7:65, 6:4                |
| 2017 | Florin Mergea Aisam-ul-Haq Qureshi          | Philipp Petzschner Alexander Peya      | 6:4, 6:3                 |
| 2016 | Bob Bryan (3) Mike Bryan (3)                | Pablo Cuevas Marcel Granollers         | 7:5, 7:5                 |
| 2015 | Marin Draganja Henri Kontinen               | Jamie Murray John Peers                | 6:3, 6:76, [11:9]        |
| 2014 | Jesse Huta Galung Stéphane Robert           | Daniel Nestor Nenad Zimonjić           | 6:3, 6:3                 |
| 2013 | Alexander Peya Bruno Soares                 | Daniel Nestor Robert Lindstedt         | 5:7, 7:67, [10:4]        |
| 2012 | Mariusz Fyrstenberg Marcin Matkowski        | Marcel Granollers Marc López           | 2:6, 7:67, [10:8]        |
| 2011 | Santiago González Scott Lipsky              | Bob Bryan Mike Bryan                   | 5:7, 6:2, [12:10]        |
| 2010 | Daniel Nestor (4) Nenad Zimonjić (3)        | Lleyton Hewitt Mark Knowles            | 4:6, 6:3, [10:6]         |
| 2009 | Daniel Nestor (3) Nenad Zimonjić (2)        | Mahesh Bhupathi Mark Knowles           | 6:3, 7:69                |
| 2008 | Bob Bryan (2) Mike Bryan (2)                | Mariusz Fyrstenberg Marcin Matkowski   | 6:3, 6:2                 |
| 2007 | Andrei Pavel Alexander Waske                | Rafael Nadal Bartolomé Salvá Vidal     | 6:3, 7:61                |
| 2006 | Mark Knowles (2) Daniel Nestor (2)          | Mariusz Fyrstenberg Marcin Matkowski   | 6:2, 6:74, [10:5]        |
| 2005 | Leander Paes Nenad Zimonjić (1)             | Feliciano López Rafael Nadal           | 6:3, 6:3                 |
| 2004 | Mark Knowles (1) Daniel Nestor (1)          | Mariano Hood Sebastián Prieto          | 4:6, 6:3, 6:4            |
| 2003 | Bob Bryan (1) Mike Bryan (1)                | Chris Haggard Robbie Koenig            | 6:4, 6:3                 |
| 2002 | Michael Hill Daniel Vacek                   | Lucas Arnold Ker Gastón Etlis          | 6:4, 6:4                 |
| 2001 | Donald Johnson Jared Palmer                 | Tommy Robredo Fernando Vicente         | 7:62, 6:4                |
| 2000 | Nicklas Kulti Mikael Tillström              | Paul Haarhuis Sandon Stolle            | 6:2, 6:72, 7:65          |
| 1999 | Paul Haarhuis (2) Jewgeni Kafelnikow (2)    | Massimo Bertolini Cristian Brandi      | 7:5, 6:3                 |
| 1998 | Jacco Eltingh Paul Haarhuis (1)             | Ellis Ferreira Rick Leach              | 7:5, 6:0                 |
| 1997 | Alberto Berasategui Jordi Burillo           | Pablo Albano Àlex Corretja             | 6:3, 7:5                 |
| 1996 | Luis Lobo Javier Sánchez (2)                | Neil Broad Piet Norval                 | 6:1, 6:3                 |
| 1995 | Trevor Kronemann David Macpherson           | Andrea Gaudenzi Goran Ivanišević       | 6:2, 6:4                 |
| 1994 | Jewgeni Kafelnikow (1) David Rikl           | Jim Courier Javier Sánchez             | 5:7, 6:1, 6:4            |
| 1993 | Shelby Cannon Scott Melville                | Sergio Casal Emilio Sánchez Vicario    | 7:64, 6:1                |
| 1992 | Andrés Gómez (2) Javier Sánchez (2)         | Ivan Lendl Karel Nováček               | 6:4, 6:4                 |
| 1991 | Horacio de la Peña Diego Nargiso            | Boris Becker Eric Jelen                | 3:6, 7:62, 6:4           |
| 1990 | Andrés Gómez (1) Javier Sánchez (1)         | Sergio Casal Emilio Sánchez Vicario    | 7:61, 7:5                |
| 1989 | Gustavo Luza Christian Miniussi             | Sergio Casal Tomáš Šmíd                | 6:3, 6:3                 |
| 1988 | Sergio Casal (2) Emilio Sánchez Vicario (2) | Claudio Mezzadri Diego Pérez           | 6:4, 6:3                 |
| 1987 | Miloslav Mečíř Tomáš Šmíd                   | Javier Frana Christian Miniussi        | 6:1, 6:2                 |
| 1986 | Jan Gunnarsson Joakim Nyström               | Carlos di Laura Claudio Panatta        | 6:3, 6:4                 |
| 1985 | Sergio Casal (1) Emilio Sánchez Vicario (1) | Jan Gunnarsson Michael Mortensen       | 6:3, 6:3                 |
| 1984 | Pavel Složil Tomáš Šmíd                     | Martín Jaite Víctor Pecci              | 6:2, 6:0                 |
| 1983 | Anders Järryd (3) Hans Simonsson (3)        | Jim Gurfein Erick Iskersky             | 7:5, 6:3                 |
| 1982 | Anders Järryd (2) Hans Simonsson (2)        | Carlos Kirmayr Cássio Motta            | 6:3, 6:2                 |
| 1981 | Anders Järryd (1) Hans Simonsson (1)        | Andrés Gómez Hans Gildemeister         | 6:1, 6:4                 |
| 1980 | Steve Denton Ivan Lendl                     | Pavel Složil Balázs Taróczy            | 6:2, 6:7, 6:3            |
| 1979 | Paolo Bertolucci Adriano Panatta            | Carlos Kirmayr Cássio Motta            | 6:4, 6:3                 |
| 1978 | Željko Franulović (2) Hans Gildemeister     | Jean-Louis Haillet Gilles Moretton     | 6:1, 6:4                 |
| 1977 | Wojciech Fibak Jan Kodeš                    | Bob Hewitt Frew McMillan               | 6:0, 6:4                 |
| 1976 | Brian Gottfried Raúl Ramírez                | Bob Hewitt Frew McMillan               | 7:6, 6:4                 |
| 1975 | Björn Borg Guillermo Vilas                  | Wojciech Fibak Karl Meiler             | 3:6, 6:4, 6:3            |
| 1974 | Juan Gisbert (3) Ilie Năstase (2)           | Manuel Orantes Guillermo Vilas         | 3:6, 6:0, 6:2            |
| 1973 | Ilie Năstase (1) Tom Okker                  | Antonio Muñoz Manuel Orantes           | 4:6, 6:3, 6:2            |
| 1972 | Juan Gisbert (2) Manuel Orantes (3)         | Frew McMillan Ilie Năstase             | 6:3, 3:6, 6:4            |
| 1971 | Željko Franulović (1) Juan Gisbert (1)      | Cliff Drysdale Andrés Gimeno           | 7:6, 6:2, 7:6            |
| 1970 | Lew Hoad Manuel Santana (2)                 | Andrés Gimeno Rod Laver                | 6:4, 9:7, 7:5            |
| 1969 | Manuel Orantes (2) Patricio Rodríguez (2)   | Terry Addison Ray Keldie               | 8:10, 6:3, 6:1, 5:7, 6:2 |
| 1968 | Carlos Fernandes Patricio Rodríguez (1)     | Thomaz Koch José Edison Mandarino      | 6:2, 3:6, 6:3, 6:1, 6:4  |
| 1967 | Thomaz Koch José Edison Mandarino           | Ramanathan Krishnan Rafael Osuna       | 6:2, 6:4, 8:6            |
| 1966 | Roy Emerson (7) Fred Stolle (2)             | Thomaz Koch José Edison Mandarino      | 9:7, 6:4                 |
| 1965 | Roy Emerson (6) Ramanathan Krishnan         | José Luis Arilla Manuel Santana        | 6:2, 6:1, 6:1            |
| 1964 | Roy Emerson (5) Ken Fletcher                | José Edison Mandarino Eduardo Soriano  | 6:3, 8:6, 1:6, 5:7, 6:3  |
| 1963 | Roy Emerson (4) Manuel Santana (1)          | José Luis Arilla Eduardo Soriano       | 5:7, 6:2, 3:6, 7:5, 6:3  |
| 1962 | Roy Emerson (3) Neale Fraser (3)            | Bob Hewitt Fred Stolle                 | 8:6, 8:6, 6:4            |
| 1961 | Bob Hewitt Fred Stolle (1)                  | Bob Mark Manuel Santana                | 2:6, 6:3, 6:4, 6:4       |
| 1960 | Roy Emerson (2) Neale Fraser (2)            | José Luis Arilla Andrés Gimeno         | 6:4, 6:0, 6:4            |
| 1959 | Roy Emerson (1) Neale Fraser (1)            | Luis Ayala Rod Laver                   | 6:2, 4:6, 6:4, 13:11     |
| 1958 | Jaroslav Drobný Budge Patty                 | Mervyn Rose Warren Woodcock            | 7:5, 6:3, 6:2            |
| 1957 | Bob Howe Mervyn Rose (2)                    | Herbert Flam Sidney Schwartz           | 6:3, 6:3, 5:7, 6:1       |
| 1956 | Don Candy Lew Hoad                          | Bob Howe Arthur Larsen                 | 6:1, 6:1, 6:2            |
| 1955 | Mervyn Rose (1) George Worthington          | Arthur Larsen Budge Patty              | 6:2, 2:6, 6:2, 6:1       |
| 1954 | Vic Seixas (2) Tony Trabert                 | Jack Arkinstall Malcolm Fox            | 6:3, 6:4, 6:2            |
| 1953 | Enrique Morea Vic Seixas (1)                | Jaime Bartrolí Lennart Bergelin        | 6:3, 3:6, 6:3, 6:1       |